# Cobla (estrofa)
|  | Aquest article tracta sobre Cobla dins Poesia. Vegeu-ne altres significats a «Cobla». |

|  | No s'ha de confondre amb Copla andalusa. |

Cobla, antigament era sinònim d'estrofa. Més concretament, designava l'Octava clàssica de la Mètrica Catalana medieval. La cobla, com a grup de versos entrelligats per la rima, ha de comptar almenys amb quatre versos amb dues rimes encadenades (abab), creuades (abba) o caudades (aabb). Malgrat això, se solien formar grups de vuit versos d'Art major del tipus:
- Cadeno-encadenada (A,B,A,B,C,D,C,D)
- Cadeno-creuada (A,B,A,B,C,D,D,C)
- Cadeno-caudada (A,B,A,B,C,C, D,D)
- Creu-encadenada (A,B,B,A,C,D,C,D)
- Creu-creuada (A,B,B,A,C,D,D,C)
- Creu-caudada (A,B,B,A,C,C,D,D)

A més d'aquestes combinacions, hi havia altres recursos que donaven un gran nombre de varietats, catalogades en els tractats trobadorescs. Aquests antics tractats, a banda de classificar les cobles segons les combinacions de les rimes, ho feien també segons la qualitat dels mots que rimaven en:
- Derivatives (canvis de desinència)
- Equívoques (canvis de sentit)
- Retronxades (amb versos comuns a dinstintes cobles)

Amb el temps el nom Cobla esdevingué, deixant de banda la forma estròfica, la designació genèrica de les composicions en vers per a recitar o cantar. Algunes varietats derivades són els goigs per textos religiosos i els romanços per textos profans.
En l'actualitat, donat que es prefereix el terme estrofa, es parla de cobla per designar composicions de to popular com la corranda o la cobla o glosa mallorquina. També les que tenen relació amb el cant o ball populars de distintes terres com per exemple la jota.